# Rex Brown
Rex Robert Brown (* 27. července, 1966 Graham, Texas) je americký baskytarista, který se nejvíce proslavil spoluprací s americkou heavymetalovou skupinou Pantera, ve které hrál od začátku 80. let až do jejího konce v roce 2003. Spolu s bývalým zpěvákem Pantery Philem se po rozpadu Pantery ihned připojil ke skupině Down, kde nahradil basáka Todda Strange a hrál také na albu Lifesblood for the Downtrodden od americké skupiny Crowbar. Během prvního období Pantery přijal jméno Rex Rocker, které používal až k albu Far Beyond Driven, kdy ho spolu s kytaristou Dimebagem změnil. Rex začal být uváděn prostě jako Rex Brown a Diamond Darell jako Dimebag Darrell. V roce 2022 byl v nové metalové skupině Elegant Weapons.
Když Rex navštěvoval James Bowie High School v Arlingotonu v Texasu byl jazzovým basistou. Často hrával s trsátkem. Spolu s Dimebagem je považován za jednoho z tvůrců groove metalu. Zatímco Dimebag hrál sólo na kytaru, Rex hrál „krokovou“ basovou linku. Nejlepší příklady zahrnují nahrávky "Walk" "5 Minutes Alone", "Throes of Rejection", "Cowboys From Hell", "Living Through Me (Hells Wrath)", "I Can't Hide", "Use my Third Arm" a spoustu dalších. Má svou baskytaru od firmy Spector navrženou podle modelu Gibson Thunderbird a také podpisový model Gibson Thunderbird.

## Diskografie

### Pantera
- Metal Magic (1983)
- Projects In The Jungle (1984)
- I Am The Night (1985)
- Power Metal (1988)
- Cowboys From Hell (1990)
- Vulgar Display of Power(1992)
- Far Beyond Driven (1994)
- The Great Southern Trendkill (1996)
- Official Live: 101 Proof (1997)
- Reinventing the Steel (2000)

### Jerry Cantrell
- Boggy Depot (1998)

### Down
- Down II: A Bustle in Your Hedgerow (2002)
- Down III: Over the Under (2007)

### Crowbar
- Lifesblood for the Downtrodden (2005)

### Rebel Meets Rebel
- Rebel Meets Rebel (2006)

### Kill Devil Hill
- Kill Devil Hill (2012)
- Revolution Rise (2013)

### Solo
- Smoke On This... (2017)

### Ostatní
- ECW Extreme Music, Vol 1. (s Tres Diablos na Heard It On The X) (1998)